# Menahem Nahoum Twerski de Tchernobyl
Pour les articles homonymes, voir Twerski.
Rabbi Menahem Nahoum Twerski de Tchernobyl (né en 1730, Garinsk, Volhynie - mort en 1797, Tchernobyl, en Ukraine) est le fondateur et premier rebbe de la dynastie hassidique de Tchernobyl. Il était un disciple du Baal Shem Tov et du Maggid de Mezeritch. Sa Hiloula est le 11 Mar Cheshvan.

## Biographie
Élevé par son oncle Rabbi Nochum après avoir été orphelin en tant qu'enfant, Rabbi Menachem Nachum Twersky a été envoyé pour être éduqué dans l'un des yechivot hautement acclamés de Lituanie. Après son mariage, il a gagné sa vie en tant qu'enseignant de jeunes garçons, tout en poursuivant ses études intensives de la Torah.
Avec l'avènement du Hassidisme, Rabbi Menachem Nachum Twersky est devenu disciple du Baal Shem Tov, le fondateur du Hassidisme. Après la mort du Baal Shem Tov, Rabbi Menachem Nachum Twersky a accepté le Maggid de Mezritch comme son mentor. Son livre Me'or Einayim (La Lumière des Yeux) a été publié après sa mort et contient une collection de ses homélies concernant les portions hebdomadaires de la Torah et des extraits du Talmud. Le livre a été largement accepté comme l'une des principales œuvres de la pensée hassidique.
Il a été remplacé en tant que Maggid de Tchernobyl par son fils, Rabbi Mordechai Twerski. Le nom de famille serait devenu Twersky aux États-Unis. Sept des huit fils du Rabbin Mordechai sont devenus des rabbins, dont ceux de Skver, Rachmastrivka, Trisk et Talner.
La fille de Rabbi Menachem Nachum Twersky, Malka, a épousé le rabbin Avraham de Korostyshiv. Leur fille, Chava, épouse du rabbin Sholom Shachne de Prohobisht, était la mère du rabbin Yisroel Friedman de Ruzhin.

## Me'or Einayim
Rabbi Menachem Nachum Twersky a écrit les livres Me'or Einayim et Yesamach Lev (littéralement, "La lumière des yeux rend le cœur joyeux") ; ils sont souvent publiés ensemble. Ils ont été largement acceptés comme des œuvres majeures et des bases de l'idéologie hassidique. Le Me'or Einayim comprend des réflexions hassidiques sur la portion hebdomadaire de la Torah et les fêtes juives, influencées par la Kabbale ; il a été édité par son élève Eliyah. Yesamach Lev recueille les réflexions du rabbin Menachem Nachum Twersky, le Maggid de Tchernobyl sur le Talmud-Aggadah.